# Alex Hassell
Alexander Stephen Hassell (Southend-on-Sea, 7 september 1980) is een Brits acteur en medeoprichter van The Factory Theatre Company. Hij speelde rollen in de televisieseries The Miniaturist (2017), Genius (2018), The Boys (2019) en His Dark Materials (2022). Op het witte doek speelde hij in Suburbicon (2017).

## Filmografie

### Film
| Jaar | Titel                     | Rol              | Opmerkingen |
| ---- | ------------------------- | ---------------- | ----------- |
| 2003 | Cold Mountain             | Orderly          |             |
| 2008 | The Sickhouse             | Nick             |             |
| 2011 | Anonymous                 | Spencer          |             |
| 2012 | The Grind                 | Drugsdealer      |             |
| 2014 | Miss in Her Teens         | De speler        |             |
| 2015 | Two Down                  | John Thomas      |             |
| 2017 | Suburbicon                | Louis            |             |
| 2018 | The Isle                  | Oliver Gosling   |             |
| 2019 | The Red Sea Diving Resort | Max Rose         |             |
| 2021 | The Tragedy of Macbeth    | Ross             |             |
| 2022 | Violent Night             | Jason Lightstone |             |
| 2023 | Locked In                 | Dokter Lawrence  |             |

### Televisie
| Jaar | Titel                                | Rol               | Opmerkingen                        |
| ---- | ------------------------------------ | ----------------- | ---------------------------------- |
| 2001 | Queen of Swords                      | Andreo Rey        | Aflevering: "The Pretender"        |
| 2003 | Murder in Mind                       | Jules             | Aflevering: "Contract"             |
| 2003 | Danielle Cable: Eyewitness           | Stephen Cameron   | Televisiefilm                      |
| 2003 | Death in Holy Orders                 | Peter Buckhurst   | 2 afleveringen                     |
| 2003 | Warrior Queen                        | Roman Officer     | Televisiefilm                      |
| 2003 | The Private Life of Samuel Pepys     | Balty             | Televisiefilm                      |
| 2005 | Kenneth Tynan: In Praise of Hardcore | Mike              | Televisiefilm                      |
| 2005 | Murphy's Law                         | Scott Garvey      | Aflevering: "Extra Mile"           |
| 2006 | Robin Hood                           | 2nd Sheriff's Man | 2 afleveringen                     |
| 2006 | Torchwood                            | Mark Lynch        | Aflevering: "Combat"               |
| 2007 | Bonkers                              | Felix Nash        | 6 afleveringen                     |
| 2008 | Love Soup                            | Jake Randall      | Aflevering: "Green Widow"          |
| 2008 | The Bill                             | Marcus Kendall    | Afleveringen: "After the Fall"     |
| 2009 | A Midsummer Night's Dream            | Lysander / Flute  | Televisiefilm                      |
| 2009 | Legend of the Seeker                 | Eryn              | Aflevering: "Fever"                |
| 2009 | Miranda                              | Edmund Dettori    | Aflevering: "Excuse"               |
| 2011 | Hustle                               | Viscount Manley   | Aflevering: "Silent Witness"       |
| 2013 | Jo                                   | Piet Nykvist      | Aflevering: "Place de la Concorde" |
| 2013 | Way to Go                            | Philip            | Aflevering: "Dead End"             |
| 2013 | Life of Crime                        | Colin Nash        | 2 afleveringen                     |
| 2013 | Big Thunder                          | Abel White        | Televisiefilm                      |
| 2014 | Silent Witness                       | Simon Turner      | 2 afleveringen                     |
| 2017 | The Miniaturist                      | Johannes Brandt   | 3 afleveringen                     |
| 2018 | Genius                               | Manach            | 2 afleveringen                     |
| 2018 | The Bisexual                         | David             | Aflevering #1.5                    |
| 2019 | Grantchester                         | Ernest Carter     | Aflevering #4.4                    |
| 2019 | The Boys                             | Translucent       | 3 afleveringen                     |
| 2021 | Cowboy Bebop                         | Vicious           | 10 afleveringen                    |
| 2022 | His Dark Materials                   | Metatron          | Hoofdrol                           |
| 2023 | Everything Now                       | Rick              | Hoofdrol                           |